# Мирне (Херсонска област)
Мирне (на украински: Мирне) е селище от градски тип в Южна Украйна, Каланчакски район на Херсонска област. Основано е през 1951 година. Населението му е около 2143 души.